# 短齿楼梯草
短齿楼梯草（学名：Elatostema brachyodontum）为荨麻科楼梯草属的植物。分布于越南以及中国大陆的广西、四川、贵州、湖北、湖南等地，生长于海拔500米至1,100米的地区，多生长于山谷林中及沟边石上，目前尚未由人工引种栽培。

## 别名
倒老嫩（四川古蔺）